# 李依靜
靜靜（本名:李依靜）為中華職棒味全龍啦啦隊「Dragon Beauties（小龍女）」正式成員之一，活躍於職棒場邊應援活動
，以甜美形象及親和力受到球迷矚目，並在社群平台累積高度人氣，被視為隊中極具未來性的啦啦隊成員之一。

## 生平
靜靜(李依靜)於2024年6月報名參與味全龍「全心全意為妳 Dragon Beauties小龍女徵選會」
，最終以3,424票取得票選第二名佳績，並在決選中成功脫穎而出，成功晉級成為小龍女練習生。
。經過後續培訓與舞台表現，靜靜(李依靜)於2025年1月23日正式加入味全龍啦啦隊，成為 Dragon Beauties 正式成員之一。

## 啦啦隊經歷
| 年份     | 隊伍名稱        | 背號 | 備註                 |
| 2025年－ | Dragon Beauties | 99   | 中華職棒味全龍啦啦隊 |

## 明星賽
| 年份日期      | 隊伍名稱      | 背號 | 備註                     |
| 2025年7月19日 | 中華隊&明星隊 | 99   | 代表中華職棒味全龍啦啦隊 |

## 演出作品
| 年份   | 片名                                     | 備註     |
| 2025年 | 《貝納頌極品特調 這個MIX有點意思》廣告   | [ 註 1 ] |
| 2025年 | 《百變智多星 最香直播主/實況主》節目     | [ 註 2 ] |
| 2025年 | 《全家Fami!ce 今天你值得一個驚嘆號》廣告 | [ 註 3 ] |

## 活動
| 年份日期      | 活動名稱                    | 地點                  | 備註                                           |
| 2025年7月12日 | 《RollFive 樂發福》一日店長 | 汐止遠雄店            | 與 Dragon Beauties 成員-柳柳                   |
| 2025年8月2日  | 《台灣美食展》一日店長      | 台北世貿一館 台酒攤位 | 與 Dragon Beauties 成員-佩霓、馬妹、小映、菲菲 |
| 2025年8月22日 | 《德克士炸雞》一日店長      | 中壢中山店            | 代表中華職棒味全龍啦啦隊                       |

## 備註
1. ↑  . YouTube （中文）.
2. ↑  . YouTube （中文）.
3. ↑  . YouTube （中文）.

## 外部連結
- 靜靜੭ ᐕ)੭的Instagram帳戶
- 靜靜੭ ᐕ)੭的Threads帳戶